# ألست امرأة؟

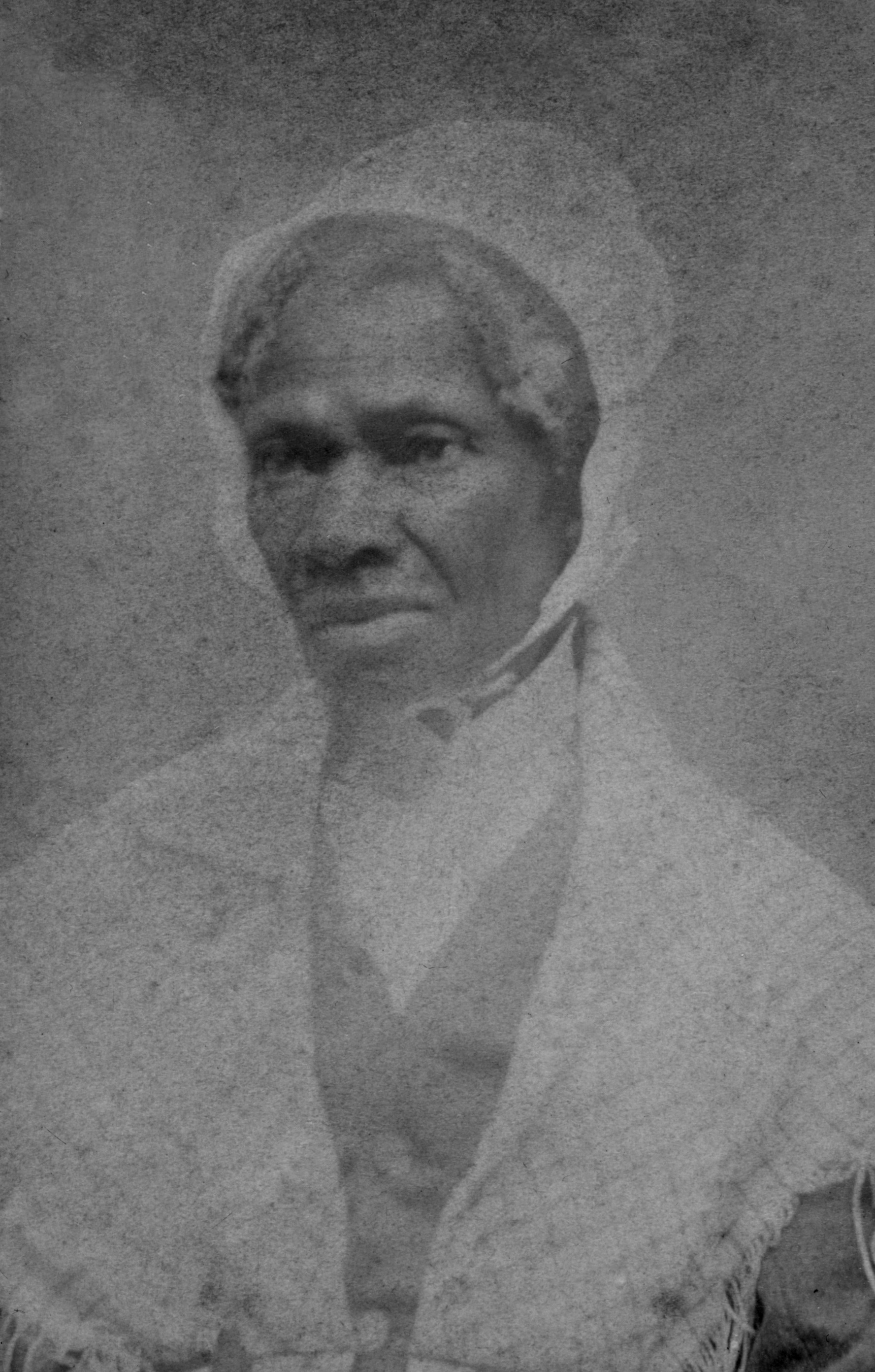
سورجورنر تروث

ألست امرأة (بالإنجليزية:Ain't I a Woman?) هو عبارة عن خطاب، قُدّم بشكل ٍ ارتجالي من قبل سورجورنر تروث (1797- 1883)، التي ولدت في العبودية في ولاية نيويورك. وقد أصبحت تروث متحدثة معروفة حول قضايا مناهضة العبودية بعد حصولها على الحرية عام 1827 بفترة من الزمن. سُلِّم خطابها خلال اتفاقية المرأة في آكرون، أوهايو، 29 أيار، 1851، والذي كان في الأصل لا يحمل عنوان.
لقد ذكر خطابها بشكلٍ مختصر في صحيفتين معاصرتين، كما نُشرت نسخة مكتوبة من الخطاب في بوق مناهضة الرق في 21 حزيران، 1851. وقد حصل هذا الخطاب على دعاية أوسع عام 1863 خلال الحرب الأهلية الأميركية عندما نشرت فرنسيس دانا باركر غيج نسخة مختلفة، والتي أصبحت معروفة على الشكل التالي: ألست امرأة؟ بسبب السؤال الذي تضمنته والمكرر كثيراً. لاحقاً، أضحت هذه النسخة المتوفرة بشكلٍ كبير والمعروفة جيداً المرجع الوحيد لمعظم المؤرخين.

## الخلفية
" ألست رجلًا أو أخًا؟" - 1787 ميدالية مصممة من قبل جوزيه ويدغوود من أجل الحملة البريطانية لمناهضة العبودية."
استخدمت العبارة «ألست رجل أو أخ؟» من قبل المصلحين البريطانيين منذ أواخر القرن الثامن عشر لإدانة العبودية والمعاملة اللإنسانية للرق. وقد قام هؤلاء المصلحون البريطانيون  بتحويل هذا الشعار الذكوري إلى شعار أنثوي لأول مرة عام 1820، ومن ثم قامت الصحيفة الإصلاحية الأميركية التي تدعى «التحرير العالمي للعباقرة» بوضع صورة لامرأة رق تسأل: «ألست امرأة أو أخت؟»  أُعيد نشر هذه الصورة بشكلٍ واسع خلال العام 1830، وحُوِّلت إلى عملة نحاسية أو رمزية، لكن من دون إشارة الاستفهام، في محاولة لإعطاء هذا السؤال إجابة ذات معنى إيجابي. عام 1833، استخدمت ناشطة أميركية – إفريقية تدعى" ماريا .و. ستيوارت" كلمات هذا الشعار لتجادل حول حقوق النساء في كل عرق. كما جادل المؤرخ "جان فاغان يلين" عام 1989 بأن هذا الشعار كان مصدر إلهام لسوجورنر تروث، والتي كانت على وعي كبير حول مستوى الاختلاف الكبير في القمع للنساء ذوات البشرة البيضاء مقابل ذوات البشرة السوداء. لقد كانت تروث تؤكد من خلال ذلك كل من نوعها الاجتماعي وعرقها.